# Beata Tereba
Beata Tereba-Zawrotniak (18 marzo 1981) è una schermitrice polacca.

## Biografia
Nei campionati europei di scherma ha conquistato una medaglia d'argento a Zalaegerszeg nel 2005 ed una di bronzo a Copenaghen nel 2004, nella gara di spada a squadre .

## Palmarès
In carriera ha conseguito i seguenti risultati:
- Europei di scherma

Copenaghen 2004: bronzo nella spada a squadre.
Zalaegerszeg 2005: argento nella spada a squadre.